# Satelight
Satelight, Inc. (яп. 株式会社サテライト, Kabushiki-gaisha Sateraito) — японська анімаційна студія. Студія не тільки створює самостійні проєкти, але й продюсує франшизи Aquarion та Symphogear, а також пізніші випуски франшизи Macross. Представницький директор компанії — Сато Мічіакі. Відомий режисер аніме, Каваморі Шьоджі, працює радником студії. У назві Satelight, S означає Sapporo, A — Animate, T — Technology, а E — Entertainment.

## Історія
Студію було засновано наприкінці 1995 року в місті Саппоро, найбільшому місті Хоккайдо. Їхнім першим проєктом був Bit the Cupid.

## Робота

### Телесеріали
| №  | Назва                                                           | Рік/роки                                                                                                   | Примітки                                           |
| -- | --------------------------------------------------------------- | --- | -------------------------------------------------- |
| 1  | Earth Maiden Arjuna                                             | 9 січня 2001 року — 27 березня 2001 року                                                                   |                                                    |
| 2  | Geneshaft                                                       | 5 квітня 2001 року — 28 червня 2001 року                                                                   | Спільно з Studio Gazelle.                          |
| 3  | Heat Guy J                                                      | 1 жовтня 2002 року — 25 березня 2003 року                                                                  |                                                    |
| 4  | Genesis of Aquarion                                             | 4 квітня 2005 року — 26 вересня 2005 року                                                                  |                                                    |
| 5  | Noein: To Your Other Self                                       | 12 жовтня 2005 року — 29 березня 2006 року                                                                 |                                                    |
| 6  | Glass Fleet                                                     | 4 квітня 2006 року — 21 вересня 2006 року                                                                  | Спільно з Gonzo                                    |
| 7  | Koi suru Tenshi Angelique: Kokoro no Mezameru Toki              | 8 липня 2006 року — 30 вересня 2006 року                                                                   |                                                    |
| 8  | Galaxy Angel Rune                                               | 1 жовтня 2006 року — 24 грудня 2006 року                                                                   |                                                    |
| 9  | Koi suru Tenshi Angelique ~ Kagayaki no Ashita ~                | 5 січня 2007 року — 23 березня 2007 року                                                                   |                                                    |
| 10 | Engage Planet Kiss Dum                                          | 3 квітня 2007 року — 25 вересня 2007 року                                                                  |                                                    |
| 11 | Kamichama Karin                                                 | 6 квітня 2007 року — 29 вересня 2007 року                                                                  |                                                    |
| 12 | Shugo Chara!                                                    | 6 жовтня 2007 року — 27 вересня 2008 року                                                                  |                                                    |
| 13 | Time Jam: Valerian &amp; Laureline                              | 20 жовтня 2007 року — 5 березня 2008 року                                                                  | Спільно з EuropaCorp та Dargaud)                   |
| 14 | Macross Frontier                                                | 4 квітня 2008 року — 26 вересня 2008 року                                                                  |                                                    |
| 15 | Shugo Chara!! Doki—                                             | 4 жовтня 2008 року — 26 вересня 2009 року                                                                  |                                                    |
| 16 | Legends of the Dark King: A Fist of the North Star Story        | 10 жовтня 2008 року — 25 грудня 2008 року                                                                  |                                                    |
| 17 | Basquash!                                                       | 3 квітня 2009 року — 1 жовтня 2009 року                                                                    |                                                    |
| 18 | The Guin Saga                                                   | 5 квітня 2009 року — 27 вересня 2009 року                                                                  |                                                    |
| 19 | Shugo Chara! Party!                                             | 3 жовтня 2009 року — 27 березня 2010 року                                                                  |                                                    |
| 20 | Anyamaru Tantei Kiruminzuu                                      | 5 жовтня 2009 року — 20 вересня 2010 року                                                                  | Спільно з Hal Film Maker (1–11) та JM Animation    |
| 21 | Fairy Tail                                                      | 12 жовтня 2009 року — 30 березня 2013 року, episodes 1–175, co-production with A-1 Pictures (first series) |                                                    |
| 22 | Kiddy Girl-and                                                  | 15 жовтня 2009 року — 25 березня 2010 року                                                                 |                                                    |
| 23 | Croisée in a Foreign Labyrinth                                  | 4 липня 2011 року — 19 вересня 2011 року                                                                   |                                                    |
| 24 | Senki Zesshō Symphogear                                         | 6 січня 2012 року — 30 березня 2012 року                                                                   | Спільно з Encourage Films) та Studio Pastoral (#3) |
| 25 | Aquarion Evol                                                   | 8 січня 2012 року — 24 червня 2012 року                                                                    | Спільно з Eight Bit                                |
| 26 | Bodacious Space Pirates                                         | 8 січня 2012 року — 30 червня 2012 року                                                                    |                                                    |
| 27 | AKB0048                                                         | 29 квітня 2012 року — 22 липня 2012 року                                                                   |                                                    |
| 28 | Muv-Luv Alternative: Total Eclipse                              | 2 липня 2012 року — 23 грудня 2012 року                                                                    | Спільно з ixtl                                     |
| 29 | AKB0048 next stage                                              | 5 січня 2013 року — 30 березня 2013 року                                                                   |                                                    |
| 30 | Arata: The Legend                                               | 9 квітня 2013 року — 1 липня 2013 року                                                                     |                                                    |
| 31 | Senki Zesshō Symphogear G                                       | 4 липня 2013 року — 26 вересня 2013 року                                                                   |                                                    |
| 32 | Log Horizon                                                     | 5 жовтня 2013 року — 22 березня 2014 року                                                                  |                                                    |
| 33 | White Album 2                                                   | 6 жовтня 2013 року — 29 грудня 2013 року                                                                   |                                                    |
| 34 | Nobunaga the Fool                                               | 5 січня 2014 року — 22 червня 2014 року                                                                    |                                                    |
| 35 | M3: The Dark Metal                                              | 21 квітня 2014 року — 1 жовтня 2014 року                                                                   | Спільно з C2C                                      |
| 36 | Lord Marksman and Vanadis                                       | 4 жовтня 2014 року — 27 грудня 2014 року                                                                   |                                                    |
| 37 | The Disappearance of Nagato Yuki-chan                           | 3 квітня 2015 року — 17 липня 2015 року                                                                    |                                                    |
| 38 | Aquarion Logos                                                  | 2 липня 2015 року — 24 грудня 2015 року                                                                    | Спільно з C2C                                      |
| 39 | Senki Zesshō Symphogear GX                                      | 4 липня 2015 року — 25 вересня 2015 року                                                                   |                                                    |
| 40 | Ragnastrike Angels                                              | 3 квітня 2016 року — 19 червня 2016 року                                                                   |                                                    |
| 41 | Macross Delta                                                   | 3 квітня 2016 року — 25 вересня 2016 року                                                                  |                                                    |
| 42 | Scared Rider Xechs                                              | 5 липня 2016 року — 20 вересня 2016 року                                                                   |                                                    |
| 43 | Nanbaka                                                         | 5 жовтня 2016 року — 22 березня 2017 року                                                                  | [ 2 ]                                              |
| 44 | WorldEnd                                                        | 11 квітня 2017 року — 27 червня 2017 року                                                                  | Спільно з C2C                                      |
| 45 | Senki Zesshō Symphogear AXZ                                     | 1 липня 2017 року — 30 вересня 2017 року                                                                   |                                                    |
| 46 | Hakata Tonkotsu Ramens                                          | 12 січня 2018 року — 30 березня 2018 року                                                                  |                                                    |
| 47 | Last Hope                                                       | 4 квітня 2018 року — 26 вересня 2018 року                                                                  |                                                    |
| 48 | Caligula                                                        | 8 квітня 2018 року — 24 червня 2018 року                                                                   |                                                    |
| 49 | Girly Air Force                                                 | 10 січня 2019 року — 28 березня 2019 року                                                                  |                                                    |
| 50 | Senki Zesshō Symphogear XV                                      | 6 липня 2019 року — 28 вересня 2019 року                                                                   |                                                    |
| 51 | Somali and the Forest Spirit                                    | 9 січня 2020 року — 26 березня 2020 року                                                                   | Спільно з Hornets                                  |
| 52 | Sakugan                                                         | 7 жовтня 2021 року — 23 грудня 2021 року                                                                   |                                                    |
| 53 | Black Summoner                                                  | 9 липня 2022 року — 24 вересня 2022 року                                                                   |                                                    |
| 54 | Rokudo's Bad Girls                                              | 8 квітня 2023 року — 24 червня 2023 року                                                                   |                                                    |
| 55 | Helck                                                           | 12 липня 2023 року — 20 грудня 2023 року                                                                   |                                                    |
| 56 | Cherry Magic! Thirty Years of Virginity Can Make You a Wizard?! | 11 січня 2024 року — 28 березня 2024 року                                                                  | [ 3 ]                                              |
| 57 | Tasūketsu: Fate of the Majority                                 | 3 липня 2024 року — present                                                                                | [ 4 ]                                              |
| 58 | A Terrified Teacher at Ghoul School!                            | October 2024 — scheduled                                                                                   | [ 5 ]                                              |
| 59 | Übel Blatt                                                      | January 2025 — scheduled                                                                                   | Спільно з Staple Entertainment                     |
| 60 | Sōsei no Aquarion: Myth of Emotions                             | TBA | [ 7 ]                                              |

### OVA/ONA
| №  | Назва                                          | Рік/роки                                     | Примітки                 |
| -- | ---------------------------------------------- | -------------------------------------------- | ------------------------ |
| 1  | Macross Zero                                   | 21 грудня 2002 року — жовтень 2004           |                          |
| 2  | Hellsing Ultimate                              | 10 лютого 2006 року — 22 лютого 2008 року    | Серії 1–4                |
| 3  | Baldr Force EXE: Resolution                    | 11 жовтня 2006 року — 4 квітня 2007 року     |                          |
| 4  | Genesis of Aquarion: Wings of Betrayal         | 25 травня 2007 року                          |                          |
| 5  | Genesis of Aquarion: Wings of Glory            | 22 листопада 2007 року                       |                          |
| 6  | Air Gear OVA                                   | 17 листопада 2010 року — 17 червня 2011 року |                          |
| 7  | Momokuri                                       | 24 грудня 2015 року — 4 лютого 2016 року     |                          |
| 8  | 100 Sleeping Princes and the Kingdom of Dreams | 25 березня 2017 року — 23 грудня 2017 року   |                          |
| 9  | Final Fantasy XV: Episode Ardyn — Prologue     | 17 лютого 2019 року                          |                          |
| 10 | Cannon Busters                                 | 15 серпня 2019 року                          | Спільно з Yumeta Company |

### Anime films
| № | Назва                                                         | Рік/роки               | Примітки                        |
| - | ------------------------------------------------------------- | ---------------------- | ------------------------------- |
| 1 | Genesis of Aquarion: Wings of Genesis                         | 15 вересня 2007 року   |                                 |
| 2 | Macross Frontier the Movie ~Itsuwari no Utahime~              | 21 листопада 2009 року | Спільно з Eight Bit.            |
| 3 | Macross Frontier the Movie ~Sayonara no Tsubasa~              | 26 лютого 2011 року    |                                 |
| 4 | Macross Delta: Passionate Walküre                             | 9 лютого 2018 року     |                                 |
| 5 | For Whom the Alchemist Exists                                 | 14 червня 2019 року    | [ 8 ]                           |
| 6 | Macross Delta the Movie: Absolute Live!!!!!!                  | 8 жовтня 2021 року     |                                 |
| 7 | Star Blazers: Space Battleship Yamato 2205: Zensho -TAKE OFF- | 8 жовтня 2021 року     | Спільно з Staple Entertainment. |
| 8 | Star Blazers: Space Battleship Yamato 2205: Kosho -STASHA-    | 4 лютого 2022 року     |                                 |

### Ігри
- Heavy Metal Thunder (2005, анімація)
- Persona 2: Innocent Sin (2011, вступна анімація)
- Devil Summoner: Soul Hackers (2012, вступна анімація на Nintendo 3DS)
- E.X. Troopers (2013, аніме-реклама гри)
- Time and Eternity (2012, 2013 анімація катсцен, персонажів)
- Aquarion Evol (PlayStation VR)
- Daemon X Machina (2019, анімація пролога «Order Zero», вступу в самій грі)

## Пов'язані студії
- Debris Sapporo — заснована колишніми працівниками Satelight.
- GoHands — заснована колишніми працівниками підрозділу Satelight з міста Осака.
- Eight Bit — заснована колишніми працівниками Satelight.